# Aeroportul Mudgee
Aeroportul Mudgee (IATA: DGE, ICAO: YMDG) este un aeroport din Mudgee⁠(d), Mid-Western Regional Council⁠(d), Noul Wales de Sud, Australia. Aeroportul a fost tranzitat în 2019 de 8.633 de pasageri. A fost numit după Mudgee⁠(d).
Situat la o altitudine de 464 m, aeroportul dispune de o singură pistă.